# Sakskoburggotski
Trenutna bolgarska kraljeva družina (bolgarsko Българско царско семейство, latinizirano: Balgarsko carsko semejstvo) je Koharýjska veja Saško-Coburško-Gothskih, imenovana Sakskoburggotski, ki je Bolgariji vladala med leti 1887 in 1946. Zadnji car, Simeon II. je bil med leti 2001 in 2005 predsednik vlade Bolgarije. Člani družine nosijo nazive bolgarskih princev in princes ter saških vojvod in vojvodin v slogu kraljeve visokosti.
Coburg Peak na polotoku Trinity na Antarktiki je dobil ime po Sakskoburggotskih.

## Družinsko drevo
Družinsko drevo predstavljajo potomci Ferdinanda I.
- Ferdinand I. (1861–1948)
  -  Boris III. (1894–1943)
    -  Simeon II. (* 1937)
      - Kardam, Princ Trnova (1962–2015)
        - Boris, Princ Trnova * 1997)
        -  Princ Beltrán (* 1999)

      - Ciril, princ Preslava (* 1964)
        - Princesa Mafalda-Cecilija, por. Abousleiman (* 1994)
        - Princesa Olimpija (* 1995)
        -  Princ Tassilo (* 2002)

      - Kubrat, Princ Panagjurišta (* 1965)
        - Princ Mirko (* 1995)
        - Princ Lukás (* 1997)
        -  Princ Tirso (* 2002)

      - Konstantin-Assen, Princ Vidina (* 1967)
        - Princ Umberto (* 1999)
        -  Princesa Sofia (* 1999)

      - Princesa Kalina, por. Muñoz (* 1972)
        -  Simeon Hassan Muñoz (* 2007)

    - Marie-Louise, Princesa of Koháryjska (* 1933)
      - Princ Boris Leiningenski (* 1960)
        - Princ Nikolaj Leiningenski (* 1991)
        - Princ Karel Henrik Leiningenski (* 2001)
        -  Princesa Juliana Leiningenska (* 2003)

      - Princ Herman Friderik Leiningenski (* 1963)
        - Princesa Tatjana Leiningenska, por. Reynolds (* 1989)
          - August Reynolds (* 2021)
          -  Celeste Reynolds (* 2023)

        - Princesa Nadja Leiningenska, por. Baker (* 1991)
          -  Thomas Baker (* 2021)

        -  Princesa Aleksandra Leiningenska (* 1997)

      - Princesa Aleksandra Chrobok Koháryjska, por. Raposo de Magalhães (* 1970)
        - Luis Raposo de Magalhães  (* 2003)[3]
        - Giovanna Raposo de Magalhães (* 2006)
        -  Clémentine Raposo de Magalhães (* 2010)

      - Princ Pawel Chrobok of Koháryjski (* 1972)
        - Princesa Maya Chrobok of Koháryjska (* 2015)
        -  Princ Aleksander Chrobok of Koháryjski (* 2017)

  - Kiril, Princ Preslava (1895–1945)
  - Princesa Evdoksija (1898–1985)
  - Princesa Nadežda, vojvodinja, žena Albrehta Evgena Württemberškega (1899–1958)
    - Vojvoda Ferdinand Evgen Württemberški (1925–2020)
    - Vojvodinja Margareta Luiza Württemberška, vikontinja Chevignyja (1928–2017)
      - Patrick de La Lanne-Mirrlees (* 1962)[4]
        - Marie Charlotte Rusche (roj. de La Lanne-Mirrlees, * 1989)
        - Berenice de La Lanne-Mirrlees (* 1990)
        - Cyran de La Lanne-Mirrlees (* 1997)

    - Vojvoda Evgen Eberhard Wurttemberški (1930–2022)
    - Vojvoda Aleksander Evgen Wurttemberški (1933-2024)
    -  Vojvodina Zofija Wurttemberška (* 1937)

## Ostali člani

### Člani po poroki
- Carica Margarita (carjeva žena)
- Miriam, princesa vdova Trnova (carjeva snaha, vdova trnovskega princa Kardama)
- Rosario, princesa Preslava (carjeva snaha, žena preslavskega princa Kirila)
- Marc Abousleiman (carjev zet, mož princese Mafalde-Cecilije)
- Carla, princesa Panagjurišta (carjeva snaha, žena panagjurištskega princa)
- Maríja, princesa Vidina (carjeva snaha, žena vidinskega princa)
- Antonio Muñoz (carjev zet, mož princese Kaline)[5]
- Bronisław Chrobok (carjev svak, mož koháryjske princese)
- Princesa Cheryl Leiningenska (carjeva mrzla nečakinja, žena princa Borisa)
- Princesa Debora Leiningenska (carjeva mrzla nečakinja, žena princa Hermana Friderika)
- Clayton Reynolds (carjev mrzli pranečak, mož princese Tatjane)
- Ian Baker (carjev mrzli pranečak, mož princese Nadje)
- Jorge Champalimaud Raposo de Magalhães (carjev mrzli nečak, mož princese Aleksandre)
- Princesa Arijana Chrobok Koháryjska (carjeva mrzla nečakinja, žena princa Pawla)
- Irene de La Lanne-Mirrlees (carjeva mrzla sestrična, žena Patricka de La Lanne-Mirrlees)
- Heinrich Rusche (carjev mrzli nečak, mož Marie Charlotte de La Lanne-Mirrlees)

### Umrli člani
- Princesa Marija Luiza (prva žena tedanjega princa Ferdinanda I., † 1899)
- Princesa Klementina (mati carja Ferdinanda I., † 1907)
- Carica Eleonora (druga žena carja Ferdinanda I., † 1917)
- Vojvoda Albreht Evgen Württemberški (mož princese Nadežde, † 1954)
- Antonio de Ramos Bandeira (nekdanji mož vojvodinje Zofije Württemberške, hčere princese Nadežde, † 1987)
- Karl Leiningenski (nekdanji mož [[Marija Luiza Bolgarska|princese Marije Luize], † 1990)
- Carica Ivana (vdova carja Boris III., † 2000)
- Princesa Milena Leiningenska (nekdanja žena princa Borisa, sina Marije Luize, princese Koháryjske, † 2015)
- Princesa Alžbeta (vdova carja Ferdinanda I., † 2015) [navedi vir]
- Vojvodinja Margareta Luiza Württemberška, vikontinja Chevignyja (hči princese Nadežde, † 2017)
- Vojvoda Ferdinand Evgen Württemberški (sin princese Nadežde, † 2020)
- Vojvoda Evgen Eberhard Württemberški (sin princese Nadežde, † 2022)
- François Luce-Bailly, vikont Chevignyja (vdovec vojvodinje Margarete Luize Württemberške, hčere princese Nadežde, † 2022)
- Vojvoda Aleksander Evgen Wurttemberški (sin princese Nadežde, † 2024)

### Nekdanji člani
- Vojvodina Aleksandra Württemberška (carjeva mrzla sestrična, nekdanja žena vojvode Evgena Eberharda, sina princese Nadežde)

## Vladarji Bolgarije iz rodbine Sakskoburggotskih
- Ferdinand I. (1887–1918)
- Boris III. (1918–1943)
- Simeon II. (1943–1946)